# 呉鉄山
呉 鉄山（オ・チョルサン、朝鮮語: 오철산）は、朝鮮民主主義人民共和国の軍人、政治家。海軍司令部政治委員、朝鮮労働党中央委員会委員候補などを歴任。父は「革命第一世代」の呉白龍で、兄の呉琴鉄副総参謀長と共に「パルチザン2世」と呼ばれた。朝鮮人民軍における軍事称号（階級）は上将。

## 経歴
出生地や生年月日は不明。朝鮮人民軍海軍東海艦隊司令部政治委員を経て、海軍司令部政治委員に就いた。2010年には金日成主席の誕生日の前日である4月14日に上将に昇進した。同年9月には朝鮮労働党中央委員会委員候補に選出された。その後、金正恩が最高指導者に就任すると、兄の呉琴鉄らと世襲を後押しするグループとして現地指導などに同行する。しかし、2016年5月6日に開催された朝鮮労働党第7次大会で党中央委員会委員候補に選出されず、党内での地位が低下した。この人事は、既得権勢力だったパルチザン2世が金正恩の邪魔になったためとされる。もう一つは同年7月に脱北した太永浩駐イギリス北朝鮮公使の夫人が、呉の姪だったことも関連しているとされる。